# أليكسي سوبوليف
أليكسي سوبوليف (بالروسية: Соболев, Алексей Валерьевич)‏ (16 يناير 1968 - 15 نوفمبر 2001) هو لاعب كرة قدم روسي (وحمل سابقاً جنسية الاتحاد السوفيتي) في مركز الدفاع. لعب مع لوخ إينيرجيا فلاديفوستوك ونادي دنيبرو دنيبروبتروفسك وFC Okean Nakhodka ‏ وFC Kosmos Pavlohrad ‏.

## وصلات خارجية
- أليكسي سوبوليف على موقع قاعدة بيانات كرة القدم.إي يو (الإنجليزية)